# Jumbobøger nr. 201-300
Denne side er en oversigt over de danske jumbobøger nr. 201-300, der blev udgivet fra 1998 til 2005 af Egmont-koncernen. Alle bind er på 256 sider i farver og i B6-format. På nr. 201-230 danner bogryggene motiver for hver ti bind med hhv. Sorteper, Fætter Højben og Hexia de Trick. Fra nr. 231 danner bogryggene et langt motiv. Nr. 201-252 har ikke ISBN-numre, da det først indførtes med nr. 253, der blev udgivet i 2002. Nr. 287 har heller ikke noget ISBN-nummer.

## Oversigt
| Nr. | Titel                              | Udgivet            | ISBN-nr.           |
| --- | ---------------------------------- | ------------------ | ------------------ |
| 201 | Panik i Tågedalen                  | 29. januar 1998    | -                  |
| |                                    |                    |                    |
| 202 | Mysteriet i spøgelsestoget         | 26. februar 1998   | -                  |
| |                                    |                    |                    |
| 203 | Spilopmageren                      | 28. marts 1998     | -                  |
| |                                    |                    |                    |
| 204 | Panik i pengetanken                | 23. april 1998     | -                  |
| |                                    |                    |                    |
| 205 | For fuld skrue                     | 18. maj 1998       | -                  |
| |                                    |                    |                    |
| 206 | Den magiske tryllestav             | 15. juni 1998      | -                  |
| |                                    |                    |                    |
| 207 | Den gale professor                 | 16. juli 1998      | -                  |
| |                                    |                    |                    |
| 208 | Det store opgør                    | 13. august 1998    | -                  |
| |                                    |                    |                    |
| 209 | Iskold skattejagt                  | September 1998     | -                  |
| |                                    |                    |                    |
| 210 | De syv amuletter                   | 1. oktober 1998    | -                  |
| |                                    |                    |                    |
| 211 | I løvens gab                       | 4. november 1998   | -                  |
| |                                    |                    |                    |
| 212 | Anders And bryder isen             | 8. december 1998   | -                  |
| |                                    |                    |                    |
| 213 | Ren jammer                         | 22. december 1998  | -                  |
| |                                    |                    |                    |
| 214 | Vulkanens hemmelighed              | 28. januar 1999    | -                  |
| |                                    |                    |                    |
| 215 | Heksedoktorens hævn                | 25. februar 1999   | -                  |
| |                                    |                    |                    |
| 216 | I Windigos magt                    | 21. marts 1999     | -                  |
| |                                    |                    |                    |
| 217 | Alting går i fisk                  | April 1999         | -                  |
| |                                    |                    |                    |
| 218 | Onkel Joakim i skudlinien          | Maj 1999           | -                  |
| |                                    |                    |                    |
| 219 | Ønskelyset                         | 17. juni 1999      | -                  |
| |                                    |                    |                    |
| 220 | 5 x Anders                         | 15. juli 1999      | -                  |
| |                                    |                    |                    |
| 221 | Sandfurien                         | August 1999        | -                  |
| |                                    |                    |                    |
| 222 | Stålandens fødselsdag              | 9. september 1999  | -                  |
| Udgivet ved Stålandens 30 års jubilæum. |                                    |                    |                    |
| 223 | Det vilde ræs                      | 7. oktober 1999    | -                  |
| Forsiden forestiller Anders And der kører racerbil. Men den går i stykker, så han flyver op af sædet. Anders And: Det vilde ræs • Onkel Joakim: Joakim von Gnavpot • Fætter Vims: De bortførte dansatroner • Mickey Mouse: Byen, der hadede Mickey • Anders And: Kugleskør, eller...? • Onkel Joakim: Beregningens kunst • Anders And: Fremtid med fortid i |                                    |                    |                    |
| 224 | Kaos i kulden                      | 4. november 1999   | -                  |
| Anders And: Kaos i kulden • Anders And: Guldpoker til tre ænder • Onkel Joakim: Oppe i skyerne • Mickey Mouse: Der var én... to... tre • Anders And: Gen- eller ur-opførelse • Onkel Joakim: Helt uforisk • Onkel Joakim: Et vågent øje |                                    |                    |                    |
| 225 | Flugten fra år 2000                | 2. december 1999   | -                  |
| Forsiden forestiller Anders And, Rip, Rap og Rup, som sidder i en parabol, mens en abe smider en kokosnød i hovedet på Anders. Anders And: Flugten fra år 2000 • Onkel Joakim: Den grusomme Grum • Ænder i rummet: Flugten fra den vilde planet • Hexia de Trick: Troldkvindens lærling • Fætter Vims: Mysteriet med fru Raplen • Onkel Joakim: Den gule ø • Anders And: Olieeventyr i Texas |                                    |                    |                    |
| 226 | Mod nye mål                        | 27. december 1999  | -                  |
| |                                    |                    |                    |
| 227 | Den røde Pumpernickel              | 27. januar 2000    | -                  |
| |                                    |                    |                    |
| 228 | Hjælp søges                        | 24. februar 2000   | -                  |
| |                                    |                    |                    |
| 229 | De magiske sten                    | 23. marts 2000     | -                  |
| |                                    |                    |                    |
| 230 | Flænserne fra den ydre rum         | 13. april 2000     | -                  |
| Flænserne fra det ydre rum er den sidste i rækken af jumbobøger med en af disney-karaktererne som motiv på bogryggen – Jumbobog 230 har den sidste del af Hexia De Trix hår på bogryggen. Bogen blev, i 2000, solgt for 34,50 kr. Bogen er på 254 sider, eksklusive listen over jumbobøger bagi. Bogens forside forestiller en skrækslagen Anders, der bliver holdt i nakken af en "flænser". Anders bliver hevet op ad en skraldespand, med en chokoladekiks i hånden. På billedet i indholdsfortegnelsen prøver Anders at få kalechen op, da det er begyndt at regne – Andersine kommer løbende imod ham. - Anders And: Flænserne fra det ydre rum - Historie: Dave Rawson / Tegninger: Bancells Anders vil leje sig garage ud, men de mulige lejere er enten krævende, mærkværdige eller også er garagen for lille. Men så kommer to lejere, der vil tilbyde hvad som helst for at få lov at bo hos ham. Det viser sig imidlertid, at lejerne er rumvæsener fra en planet, hvor alle de andre beboere er onde flænsere, og at de er kommet til Jorden gennem en portal. En dag tager Anders et kig gennem portalen men bliver fanget af en flænser. Anders har imidlertid en chokoladekiks, som flænserne kan lide, og da vil have flere, invaderer de Anders' garage og tvinger Anders og ungerne til at være slaver. Men da flænsernes leder dukker op, har flænserne spist for meget og er blevet dovne og uduelige, og lederen vælger at trække sig tilbage i skam. - Onkel Joakim: Helseblomst på halsen - Historie: Sergio Tulipano / Tegninger: Vincenzo Arcuri Onkel Joakim knækker sammen, så Anders henter en pomade på apoteket, hvor han møder Raptus von And. Han tager med op til Onkel Joakim og fortæller om salubriterne, der siges altid at være raske – efter sigende på grund af en plante, der kun vokser på deres ø. De tager til øen og får en masse af planten med hjem. Den bruges til en salve der testes på en forkølet mand. Næste dag er han tilsyneladende rask, og onkel Joakim sætter gang i markedsføringen af helseurtete, uvidende om at testpersonen har en tvillingbror. Det bliver han imidlertid klar over, da de besøger ham, samtidig med at Raptus von and fortæller, at teen ingen medicinsk virkning har – og pøbelen venter udenfor pengetanken. - Anders And: En helteskikkelse - Historie: Carlo Gentina / Tegninger: Ottavio Panaro Onkel Joakim har tilkaldt Anders og ungerne til at teste Georg Gearløs' nyeste opfindelse – en kabine, der kan skabe en tredimensional, virtuel skuespiller. Anders går modvilligt ind i kabinen, og kort efter er han færdig. Men selv om computeren kan lave skuespilleren, kan den ikke lave historien – så den opgave får Rip, Rap og Rup tildelt. Og drengene kommer hurtigt i gang med at skabe et kæmpe science fiction eventyr om skurken Star And, der alligevel viser sig at være god nok på bunden og redder dagen til sidst. Og filmen viser sig at blive en bragende succes. Men Onkel Joakim har et trick oppe i ærmet – han får Anders til at skrive autografer dagen efter – for en halvtredser. - Mickey Mouse: Riffelløs i Riffel - Historie: Michael T. Gilbert / Tegninger: Joaquin - Anders And og Fætter Højben: En dyr mundfuld - Historie: Mario Volta / Tegninger: Ottavio Panaro - Andersine And: Damernes verden - Historie: Bruno Concina / Tegninger: Lara Molinari - Onkel Joakim: Guldkuren - Historie: Rodolfo Cimino / Tegninger: Enrico Faccini - Anders And: Et narrespil - Historie: Bob Langhans / Tegninger: Antoni Bancells Pujadas |                                    |                    |                    |
| 231 | Den næbbede papegøje               | 18. maj 2000       | -                  |
| |                                    |                    |                    |
| 232 | Fodboldtosset                      | 15. juni 2000      | -                  |
| Udgivet ved Europamesterskabet i fodbold 2000 i Nederlandene og Belgien. |                                    |                    |                    |
| 233 | Nærkontakt af anden grad           | 13. juli 2000      | -                  |
| |                                    |                    |                    |
| 234 | Landet på den anden side           | 10. august 2000    | -                  |
| |                                    |                    |                    |
| 235 | Olymisk ballade                    | 7. september 2000  | -                  |
| Udgivet ved Sommer-OL 2000 i Sydney. |                                    |                    |                    |
| 236 | Spøgelseshuset                     | 5. oktober 2000    | -                  |
| |                                    |                    |                    |
| 237 | Jagten på den sølvskællede skarabæ | 2. november 2000   | -                  |
| |                                    |                    |                    |
| 238 | Junglehelten                       | 30. november 2000  | -                  |
| |                                    |                    |                    |
| 239 | I banditternes vold                | 28. december 2000  | -                  |
| |                                    |                    |                    |
| 240 | Istidsmissionen                    | Januar 2001        | -                  |
| |                                    |                    |                    |
| 241 | Den gådefulde maske                | Februar 2001       | -                  |
| |                                    |                    |                    |
| 242 | Halløj på hotellet                 | Marts 2001         | -                  |
| |                                    |                    |                    |
| 243 | Den glemte dal                     | April 2001         | -                  |
| |                                    |                    |                    |
| 244 | Rablende gal                       | Maj 2001           | -                  |
| |                                    |                    |                    |
| 245 | Ulve-anden                         | Juni 2001          | -                  |
| |                                    |                    |                    |
| 246 | Blånæbs lykkemønt                  | 19. juli 2001      | -                  |
| |                                    |                    |                    |
| 247 | Kampen om marken                   | 16. august 2001    | -                  |
| Anders And: Kampen om marken • Onkel Joakim: Diamant i søgeren • Fætter Højben: Smittende held • Onkel Joakim: Lysegrønne løgne • Mickey Mouse: Berømmelsens pris • Anders And: Gyser-yachten • Georg Gearløs: I ideernes verden • Anders And: Vilde øjeblikke • Anders And: Underjordisk virksomhed |                                    |                    |                    |
| 248 | Vilde Otto                         | 13. september 2001 | -                  |
| Anders And: Vejen til stjernerne • Onkel Joakim: De grønne mursten • Anders And: Autografjægeren • Onkel Joakim: Den frygtelige betseller • Mickey Mouse: M-arkivet • Anders And: For en sølle tier • Fætter Højben: Femkløveren • Pluto: Camperen • Anders And: Vilde Otto |                                    |                    |                    |
| 249 | Jagten på den blå regn             | Oktober 2001       | -                  |
| • Anders And: Jagten på den blå regn • Onkel Joakim: Flyvske penge • Pluto: God nat • Anders And: Besværlige drømme • Bjørne-banden: En fugtig flugt • Mickey Mouse: Ven for livet • Anders And: Til alt uheld • Onkel Joakim: En plads i bogen • Stålanden: Ude af drift • Anders And: Søvnløshed • Anders And: Den store postudfordring |                                    |                    |                    |
| 250 | Mumien                             | November 2001      | -                  |
| Anders And: Mumien • Fætter Vims: Gensynsglæde • Onkel Joakim: Sloganet over dem alle • Anders And: Et voksende problem • Mickey Mouse: Kloningen • Stålanden: Forbandet held • Onkel Joakim: Døren til den nye verden |                                    |                    |                    |
| 251 | Tidsdøren                          | December 2001      | -                  |
| Anders And: Tidsdøren • Onkel Joakim: Dukke-dukkert • Mickey Mouse: Stjerneassistenten • Anders And: En gammel sag • Fætter Vims: Indretningseksperten • Stålanden: Problemer af en anden verden • Georg Gearløs: Spareideer til husbehov • Anders And: Amatørdetektiven |                                    |                    |                    |
| 252 | Den store kriger                   | December 2001      | -                  |
| Anders And: Den store kriger • Onkel Joakim: Parløb • Mickey Mouse: Spejlvendt • Bjørne-banden: Et massivt problem • Anders And: Sortskægs skattekiste • Georg Gearløs: Den syngende dal • Stålanden: Æren reddet • Onkel Joakim: Vild i varmen • Anders And: Lykkestjernen |                                    |                    |                    |
| 253 | På sporet af en myte               | Januar 2002        | ISBN 87-89601-83-1 |
| Anders And: Jagten på en myte • Anders And: Et vågent øje • Anders And: Skjult kamera • Mickey Mouse: En brevmusefælde • Onkel Joakim: Krokonens sang • Anders And: Mekaniske fejl • Mary Moseand: Møntet på en samler • Vildmule: Magiske huler • Anders And: Besat af magi |                                    |                    |                    |
| 254 | Den store sensation                | 25. februar 2002   | ISBN 87-89601-85-8 |
| Anders And: Den store sensation • Albert: En god sparringspartner • Anders And: En drøm af et mareridt • Mickey Mouse: Tsunamibølgen • Anders And: Drømmemaskinen • Onkel Joakim: Et jordvindende løb • Stålanden: Den magiske hjelm • Vildmule: På rejse med Vildmule • Anders And: Droning Harpas rige |                                    |                    |                    |
| 255 | Hemmelige agenter                  | 25. marts 2002     | ISBN 87-89601-87-4 |
| Anders And: Hemmelige agenter • Hexia de Trick: En led konkurrent • Fætter Højben: Berømmelsens pris • Mickey Mouse: En besværlig æske • Stålanden: Laser og masker • Onkel Joakim: Frøken rappesens hemmelighed • Fætter Guf: Mad med kærlighed • Anders And: En duft af succes |                                    |                    |                    |
| 256 | Ormehullet                         | 22. april 2002     | ISBN 87-89601-89-0 |
| Onkel Joakim: Ormehuller • Anders And: Den hængte mand • Mickey Mouse: En sand historie • Anders And: Tre må man være • Onkel Joakim: Køreskolen • Fætter Vims: Taxien • Stålanden: Tæt på at tabe ansigt • Bedstemor And: Mysteriet, der forsvandt • Anders And: Universets værste job |                                    |                    |                    |
| 257 | En hård kamp                       | 20. maj 2002       | ISBN 87-89601-91-2 |
| Anders And: En hård kamp • Onkel Joakim: Overjordisk rigdom • Mickey Mouse: Turister uden bagtanker • Anders And: Stramme tider • Stålanden: En sportspræstation • Anders And: Et lyst indfald • Onkel Joakim: Diplomatiske gnidninger • Fætter Vims: En dyr babysitter • Anders And: Post til tiden |                                    |                    |                    |
| 258 | Roekrigen                          | 17. juni 2002      | ISBN 87-89601-02-5 |
| Anders And: Roekrigen • Fedtmule: Opfindsom mand • Bjørne-banden: Selvgjort er velgjort • Anders And: Er stensikkert venskab • Onkel Joakim: En kringlet historie • Vildmule: Det isgrønnne paradis • Anders And: På sin post |                                    |                    |                    |
| 259 | Landevejsrøveren                   | 15. juli 2002      | ISBN 87-91230-18-7 |
| Anders And: Landevejsrøveren • Mickey Mouse: Truslen fra fortiden • Mickey Mouse: Stjernestatus for en stund • Stålanden: Stålanden mod Grønspætterne • Fætter Højben: Heldets sorte side • Anders And: Vovehalsen • Hexia de Trick: I skyggen af skyggen • Onkel Joakim: Projekt E.F.O.S • Georg Gearløs: En forveksling • Anders And: En anderledes borgmester |                                    |                    |                    |
| 260 | En sikker vinder                   | 12. august 2002    | ISBN 87-91230-19-5 |
| Onkel Joakim: En sikker vinder • Fætter Vims: Agentprøven • Anders And: Et flop af en dille • Mickey Mouse: En klokkeklar meddelelse • Anders And: Lyde i natten • Stålanden: En helt af en anden verden • Anders And: En brølende succes • Albert: Hushovmester i pengenød • Anders And: Højtflyvende planer |                                    |                    |                    |
| 261 | Det fjerde ønske                   | 9. september 2002  | ISBN 87-91230-20-9 |
| Anders And: Det fjerde ønske • Onkel Joakim: Selvtænkende hushjælp • Mickey Mouse: En stor fejltagelse • Anders And: Surfing • Georg Gearløs: Guten Andeberg • Supermule: Tilbageblik • Fætter Vims: Hokus pokus • Anders And: Gang i skoene • Rip, Rap og Rup: Onkel søges • Onkel Joakim: Fartgrænsen • Anders And: Tunge tider |                                    |                    |                    |
| 262 | Brændte fjer                       | 7. oktober 2002    | ISBN 87-91230-21-7 |
| Anders And: Brændte fjer • Bjørne-banden: Et fejlskøn • Mickey Mouse: Småt, men godt • Anders And: Antennevrøvl • Stålanden: Slået ud af en paraply • Onkel Joakim: Krystalklart • Anders And: Tæppefald • Fætter Guf: En fed konkurrence • Anders And: Scoresko • Onkel Joakim: Klikkenklaks station |                                    |                    |                    |
| 263 | Den magiske salve                  | 4. november 2002   | ISBN 87-91230-22-5 |
| Anders And: Den magiske salve • Fætter Højben: Dåselatter • Mickey Mouse: Onde drømme • Anders And: En regnefejl • Georg Gearløs: En idé rulles op • Stålanden: TV-hypnosen • Onkel Joakim: Brud på reglerne • Bjørne-banden: En syg idé • Anders And: Masser af held |                                    |                    |                    |
| 264 | Koks i Karrusellen                 | 2. december 2002   | ISBN 87-91230-35-7 |
| Onkel Joakim: Undergrundsoprørende • Anders And: En ren fornøjelse • Mickey Mouse: Spaghettiplantagen i Hula Hupa • Anders And: Benzinprisen • Hexia de Trick: Fortidseleksiren • Anders And: And i klemme • Onkel Joakim: Ny løn • Stålanden: Truslen fra tanken • Bedstemor And: Det uforlignelige Gurmette III • Anders And: Koks i Karrusellen |                                    |                    |                    |
| 265 | Nysekrigen                         | 30. december 2002  | ISBN 87-91230-36-5 |
| Anders And: Nysekrigen • Fætter Vims: Et åbent spørgsmål • Mickey Mouse: Drom-El-Dahrs scepter • Onkel Joakim: Festlige timer • Georg Gearløs: Op på dupperne • Stålanden: En ren illusion • Sorteper: En perfekt plan • Bjørne-banden: Pas på hunden • Andy Anderbilt: Synlige resultater • Anders And: Uheldige uheld |                                    |                    |                    |
| 266 | På fallittens rand                 | 27. januar 2003    | ISBN 87-91230-64-0 |
| Onkel Joakim: På fallittens rand • Anders And: Reklame i det lange løb • Anders And: Komplet service • Mickey Mouse: Musen i Månen • Stålanden: Jagten på 313 • Georg Gearløs: Et vægtigt problem • Fætter Højben: Uheldigt uheld • Onkel Joakim: En drøm af en oplevelse • Pluto: Avisdressur • Anders And: Parkering • Anders And: Million i sigte |                                    |                    |                    |
| 267 | Uhyret fra den sorte lagune        | 24. februar 2003   | ISBN 87-91230-65-9 |
| Anders And: Uhyret fra den sorte lagune • Mickey Mouse: Med ekstrapost fra land til land • Mickey Mouse: En ødelagt fremtid • Anders And: Den romantiske video • Onkel Joakim: Ændringer i tanken • Stålanden: En rørende heltegerning • Anders And: En svær opgave • Anders And: Dræbertudserne fra planeten Scrup |                                    |                    |                    |
| 268 | Spøgelsesrotterne                  | 24. marts 2003     | ISBN 87-91230-66-7 |
| Anders And: Spøgelsesrotterne • Mickey Mouse: Post panik • Anders And: Prototypen • Onkel Joakim: Stumpekunsten • Anders And: Pladsproblemer • Vildmule: Pralemås • Onkel Joakim: Forår på flaske • Stålanden: Mystik på gården • Sorteper: Lang næse • Anders And: For sportens skyld • Supermule: T/R overraskelse • Onkel Joakim: Kampen on kontrakten |                                    |                    |                    |
| 269 | Den sorte kugle                    | 21. april 2003     | ISBN 87-91230-67-5 |
| Anders And, Mickey Mouse og Fedtmule: Den sorte kugle • Fætter Guf: Støjforurening • Anders And: Når skaden er sket • Mickey Mouse: Rodeo ravage • Stålanden: Yderst tiltrækkende • Onkel Joakim: Diamanter søges • Anders And: Firekampen i Andelona • Rip, Rap og Rup: Presset afpresning • Vildmule: På skinner • Anders And: Den magiske bluse |                                    |                    |                    |
| 270 | Ørkenvandringen                    | 19. maj 2003       | ISBN 87-91230-68-3 |
| Onkel Joakim: Ørkenvandringen • Anders And: Brokkehovedernes klub • Mickey Mouse: Elefantastisk • Stålanden: En kamp om tid • Albert: En times ferie • Anders And: Den svære tilgivelse • Fætter Højben: Lykkesvigt • Grønspætterne: Mislykket teknik • Anders And: Det bedste job i verden • Onkel Joakim: Forbilledligt fald |                                    |                    |                    |
| 271 | Havanden                           | 16. juni 2003      | ISBN 87-91230-69-1 |
| Anders And: Hav-anden • Fætter Vims: På rette plads • Onkel Joakim: Sørøver Kraps skat • Anders And: Skindet bedrager • Bedstemor And: Tom lykke • Mickey Mouse: Mamma Tjugga • Stålanden: Ferie i Tanken • Georg Gearløs: Medhjælpen • Onkel Joakim: Regnbuekrateret • Anders And: En lys ide |                                    |                    |                    |
| 272 | Panik på Paradisæblevej            | 14. juli 2003      | ISBN 87-91230-70-5 |
| Anders And: Panik på Paradisæblevej • Onkel Joakim: Et museumsstykke • Onkel Joakim: Søvnbesvær • Mickey Mouse: Is i maven • Anders And: Tre ænder på hjul • Onkel Joakim: Den forelskede sparegris • Anders And: I knibe • Stålanden: Balladen om Duftegodt • Anders And: En træners længsler • Pluto: Superstjernen • Georg Gearløs: Geniet arbejder • Anders And: Kunsten at fiske |                                    |                    |                    |
| 273 | Vildanden Anders                   | 11. august 2003    | ISBN 87-91230-71-3 |
| Anders And: Vildanden Anders • Onkel Joakim: Den lydløse motor • Mickey Mouse: En tidsbestemt skat • Anders And: En god ide • Onkel Joakim: Høj udnyttelsesgrad • Klavs Krikke: Reparationer på stribe • Anders And: En farverig skat • Supermule: Turistattraktioner • Anders And: Krystalkuglen |                                    |                    |                    |
| 274 | Lykkebrillerne                     | 8. september 2003  | ISBN 87-91230-72-1 |
| Anders And: Gensyn med en myte • Vildmule: Panikitis • Anders And: Lige i plet • Onkel Joakim: Lykkebrillerne • Fætter Vims: Tankevirksomhed • Anders And: Krig i det små • Georg Gearløs: Lærenem • Fætter Guf: Et brændende ønske • Anders And: Ukendt talent • Stålanden: Heldigt uheld • Onkel Joakim: På skinner • Supermule: Operation jordnød • Anders And: Mission Sasabonsam |                                    |                    |                    |
| 275 | Kaptajn Sortskæg                   | 6. oktober 2003    | ISBN 87-91230-74-8 |
| Anders And: Kaptajn Sortskæg • Mickey Mouse: Overrumplet • Onkel Joakim: Fuld damp • Anders And: Nicolaj Stolansky • Bedstemor And: En dyrebar bil • Stålanden: Fabulans skygge • Onkel Joakim: Penge på spil • Anders And: Dragemesteren |                                    |                    |                    |
| 276 | Den forsvundne stumfilm            | 3. november 2003   | ISBN 87-91230-75-6 |
| Mickey Mouse: Den forsvunde stumfilm • Anders And: Sin vægt værd • Stålanden: Antiregnen • Anders And: En flyvsk oplevelse • Onkel Joakim: Den skotske skat • Anders And: Den sorte flamme • Bjørne-banden: Det sorte får • Anders And: Mineblomster • Anders And: Fiskesitter • Onkel Joakim: Spil med hold i |                                    |                    |                    |
| 277 | Kongernes sværd                    | 1. december 2003   | ISBN 87-91230-76-4 |
| Anders And: Kongernes sværd • Mickey Mouse: Tegneseriehelte • Anders And: Det digitale hus • Onkel Joakim: Lige ud af posen • Stålanden: Sommeren i Villa Havblik • Bjørne-bande: Det miskendte geni • Georg Gearløs: Snemandskonkurrencen • Mary Moseand: Kunsten at handle • Anders And: Skønhedskonkurrencen |                                    |                    |                    |
| 278 | Mandarinen                         | 29. december 2003  | ISBN 87-91230-77-2 |
| Anders And: En uhyrlig mission • Vildmule: Amazonas farao • Onkel Joakim: Procenter • Anders And: Afgrundsdyb viden • Stålanden: Kornelius Blisands hævn • Anders And: Hængekøjefilosofi • Onkel Joakim: Mandarinen • Fætter Guf: Sult og søvn • Anders And: Vulkanøen |                                    |                    |                    |
| 279 | Magiens mester                     | 26. januar 2004    | ISBN 87-91332-33-8 |
| Anders And: Magiens mester • Mickey Mouse: Den anden verden • Anders And: Fyrpasserne • Onkel Joakim: Et spil om en krone • Stålanden: Min onkel stålanden • Anders And: Krigen mod køen • Albert: Lydlåsen • Mary Moseand: Skærmtrolderi • Vildmule: Eventyrbøgerne • Anders And: Sidste and på jorden |                                    |                    |                    |
| 280 | Fotokaos                           | 23. februar 2004   | ISBN 87-91332-34-6 |
| Onkel Joakim: Uheldig kærlighed • Mickey Mouse: Nedbrydende virksomhed • Anders And: Fotokaos • Stålanden: Æresgæsten • Anders And: Længdespring • Onkel Joakim: Helt personlige oplevelser • Vildmule: Ufrivillig forveksling • Onkel Joakim: En hushovmester som ven • Anders And: Stjerne for en aften • Andersine And: Forklædningsfesten • Anders And: En ringe årsdag |                                    |                    |                    |
| 281 | Lotto-millionæren                  | 22. marts 2004     | ISBN 87-91332-35-4 |
| Anders And: Forstørrestrålen • Mickey Mouse: Hjerne på hjerne • Stålanden: Gode gerninger • Onkel Joakim: En hjertelig redning • Andersine And: Teknoskorstensfejning • Stålanden: Superhelt "gør det selv" • Georg Gearløs: Flytning i miniformat • Mickey Mouse: Et hundeliv • Anders And: Det rene teater • Anders And: Lotto millionæren • Onkel Joakim: Kampen om oasen • Anders And: Voodoo-forbandelsen |                                    |                    |                    |
| 282 | Helt til rotterne                  | 19. april 2004     | ISBN 87-91332-36-2 |
| Onkel Joakim: Helt til rotterne • Anders And og Fætter Vims: Jagten på den forsvundne fodbold • Mickey Mouse: En fantasifuld ven • Anders And: Springvandstyveriet • Anders And: Undervandsbasen • Fætter Højben: På flugt • Stålanden: Vikar for Stålanden • Onkel Joakim: Essensen i problemet • Anders And: En historie i historien |                                    |                    |                    |
| 283 | Vikinge-fejden                     | 17. maj 2004       | ISBN 87-91332-37-0 |
| Anders And: Vikingefejden • Mickey Mouse: Ørkenrotte-racet • Albert: Kreativt køkken • Onkel Joakim: Den svære gavmildhed • Fætter Vims: Sørøver Skaks skat • Fedtmule: Egyptisk atletik • Onkel Joakim: Flyvske ideer • Stålanden: To er for mange • Rip, Rap og Rup: Musik til deling • Anders And: Kunsten at blive model • Supermule: Superbremser • Anders And: Familiefejden |                                    |                    |                    |
| 284 | Af banen!                          | 14. juni 2004      | ISBN 87-91332-38-9 |
| Udgivet ved Europamesterskabet i fodbold 2004 i Portugal. Anders And: Én på bolden • Mickey Mouse: En antik næse • Anders And: Kuk i kassen • Onkel Joakim: En "emulig" opgave • Stålanden: Et spil om fremtiden • Mary Moseand: Feli-City tours • Anders And: En tjenende and • Onkel Joakim: Undergrundsvirksomhed • Vildmule: Bizar basar • Anders And: Den gyldne hane |                                    |                    |                    |
| 285 | Anders den Glatte                  | 12. juli 2004      | ISBN 87-91332-39-7 |
| Anders And: Katastrofespecialisten • Georg Gearløs: Et spørgsmål om stil • Mickey Mouse: En fed fornemmelse • Fætter Vims: Feriedrømme • Onkel Joakim: Vrangvillig for alle pengene • Rip, Rap og Rup: Opdelt ferie • Onkel Joakim: Stof til mesterspiller • Stålanden: Incognito • Anders And: Alle gode gamle fem • Onkel Joakim: Farlig optankning • Anders And: Helt ude i tangen |                                    |                    |                    |
| 286 | En sand helt                       | 9. august 2004     | ISBN 87-91332-40-0 |
| Anders And: Den store olympiske fest • Mickey Mouse: Leonardo • Anders And: Skattejagt • Onkel Joakim: Optankning • Anders And: Kunstnerisk frihed • Stålanden: Den uovervindelige Megatronic • Stålanden: Mangelfulde instrukser • Georg Gearløs: Tøjeri • Anders And: En sand helt • Hexia de Trick: Hævnen • Anders And: Djengis And |                                    |                    |                    |
| 287 | Én på kassen                       | 6. september 2004  | -                  |
| Anders And: Vandhesten • Mickey Mouse: Inkaernes sidste vej • Onkel Joakim: Skyldig eller ikke skyldig • Anders And: Arbejdsferie • Georg Gearløs: En mus i maskineriet • Stålanden: Glemmeleg • Anders And: Én på kassen • Fætter Højben: For meget af det gode • Hexia de Trick: Skør kugle • Anders And: Guden Anders |                                    |                    |                    |
| 288 | Tyggegummikongen                   | 4. oktober 2004    | ISBN 87-91332-42-7 |
| Anders And: Tyggegummikongen • Mickey Mouse: Højtflyvende planer • Fætter Højben: Hårdt tjent held • Anders And: Knusende succes • Anders And: Frugtløs forretning • Stålanden: Ikke at forglemme • Onkel Joakim: I modvind • Anders And: Forfølgelsesvanvid • Anders And: Et hypnosenummer |                                    |                    |                    |
| 289 | Den falske stemme                  | 1. november 2004   | ISBN 87-91332-43-5 |
| Anders And: Klonerier • Mickey Mouse: Et livagtigt mareridt • Anders And: Ejendommelige bestillinger • Bjørne-banden: Knokkelarbejde • Anders And: Et rent nul • Onkel Joakim: FPI 2500 • Bedstemor And: Alt klaret • Anders And: Den usynlige hund • Stålanden: Undergravende virksomhed • Anders And: En uheldig fætter • Anders And: Den falske stemme |                                    |                    |                    |
| 290 | Tålmodigheds-eksperten             | 29. november 2004  | ISBN 87-91332-44-3 |
| Anders And: En kop te • Mickey Mouse: Afsporet • Anders And: Vejen til førstepræmie • Stålanden: Hvide løgne • Onkel Joakim: Svar på tiltale • Anders And: Tålmodighedseksperten • Bjørne-banden: Ufrivilligt tyveri • Anders And: Et bedre liv • Anders And: Det rene pip |                                    |                    |                    |
| 291 | Bombizzen                          | 27. december 2004  | ISBN 87-91332-45-1 |
| Anders And: Sjakformand i det vilde vesten • Onkel Joakim: Bytte, bytte... hushjælp • Fedtmule: I fysisk form • Anders And: Et hul i jorden • Anders And: Bedre tider • Anders And: Bombizzen • Stålanden: Skoleminder • Anders And: Koksede kokke • Anders And: Husbytte • Anders And: Dage på en ø |                                    |                    |                    |
| 292 | Lyttebøfferne                      | 24. januar 2005    | ISBN 87-91533-53-8 |
| Anders And: Lyttebøfferne • Onkel Joakim: Den blå is • Mickey Mouse: De røde forglemmigej • Fætter Vims: At være onkel Joakim • Stålanden: Lovligt mange masker • Grønspætterne: Svar, der tæller • Anders And: Berømmelsen venter • Onkel Joakim: Feberfantasier • Anders And: Stemmegaflen |                                    |                    |                    |
| 293 | Helt vildt                         | 21. februar 2005   | ISBN 87-91533-54-6 |
| Anders And: Et skræmmende eksempel • Mickey Mouse: Mysteriet med snemanden • Onkel Joakim: Truslen før valentinsdag • Anders And: Helt glad • Anders And: Det magiske vand • Stålanden: Det står i stjernerne • Anders And: Vips og Smut • Vildmule: Jagten på en "ny" vildbil • Onkel Joakim: Utænkelig tank • Anders And: Hulens til fremskridt |                                    |                    |                    |
| 294 | Stjerner for en aften              | 19. marts 2005     | ISBN 87-91533-55-4 |
| Onkel Joakim: På dybt vand • Anders And: Byggerod • Mickey Mouse: Slyngmand vender tilbage • Bjørne-banden: Moderne teknik • Anders And: Stjerner for en aften • Onkel Joakim: På god møntfod • Fætter Vims: Lidt for effektiv • Stålanden: 12 år efter • Anders And: Venskabets kunst • Onkel Joakim: En detaljeret fortid • Anders And: Dem frygtløse and |                                    |                    |                    |
| 295 | Sovetrynen                         | 18. april 2005     | ISBN 87-91533-56-2 |
| Anders And: Slaver af solen • Anders And: Sovetrynen • Mickey Mouse: En mus mellem to negle • Anders And: En dannelsesrejse • Anders And: Mission Medusa • Stålanden: Årets dyst • Onkel Joakim: Ren besked • Anders And: Regnestykket • Onkel Joakim: Tøffelhelte • Anders And: Balladen om zampata |                                    |                    |                    |
| 296 | Stjernestyrken                     | 14. maj 2005       | ISBN 87-91533-57-0 |
| Anders And og Mickey Mouse: Stjernestyrken • Onkel Joakim: Sikkert resultat • Supermule: Når nøden er størst • Anders And: Uhyrligheder • Stålanden: En oplagt hævn • Fætter Vims: Dommeren • Onkel Joakim: Et luftkastel • Anders And: En krystalklar opgave • Bjørne-banden: På rette vej • Anders And: En lykkelig afslutning |                                    |                    |                    |
| 297 | Luftens Helte                      | 13. juni 2005      | ISBN 87-91533-58-9 |
| Anders And: Luftens Helte • Mickey Mouse: En væmmelig oplevelse • Onkel Joakim: Sekretærens dag • Anders And: Tilbudsjagt • Rip, Rap og Rup: Hvor er Anders? • Stålanden: Hjælperne • Anders And: Guld i kikkerten • Hexia de Trick: En festlig afslutning • Onkel Joakim: Løbende udgifter • Anders And: Slaget om mændene |                                    |                    |                    |
| 298 | Slughalsen                         | 11. juli 2005      | ISBN 87-91533-59-7 |
| Anders And: Slughalsen • Mickey Mouse: De frafaldne • Anders And: Lige i skabet • Onkel Joakim: Den kinesiske kiste • Stålanden: Tværfaglig samarbejde • Fætter Vims: Automatisk uheld • Anders And: En streg i regningen • Georg Gearløs: Små hjælpere • Anders And: Diamanter varer ikke evigt • Mary Moseand: Personal shopper |                                    |                    |                    |
| 299 | Dobbeltgængeren                    | 8. august 2005     | ISBN 87-91533-60-0 |
| Anders And: Dobbeltgængeren • Mickey Mouse: Sort uheld • Anders And: En præmieferie • Fætter Vims: Den forsvundne forfatter • Anders And: Enten eller • Onkel Joakim: Skattefælden • Anders And: Byens bedste busser • Mary Moseand: En designet succes • Stålanden: Arven |                                    |                    |                    |
| 300 | 300                                | 5. september 2005  | ISBN 87-91533-61-9 |
| Anders And: Drageridderen • Onkel Joakim: Millionen • Mickey Mouse: Leonardos forsvundne skat • Anders And: Hytten i Stilledal • Stålanden: Et mareridt af en drøm • Anders And: På togt • Bjørne-banden: Ferieplaner • Anders And: Tab og vind • Georg Gearløs: En græsselig oplevelse |                                    |                    |                    |